# Campeonato Paulista 1928
In 1928 werd het 27ste Campeonato Paulista gespeeld voor voetbalclubs uit de Braziliaanse staat São Paulo. Net zoals vorig jaar werden er twee competities gespeeld door de profbond APEA en amateurbond LAF. Beide competities worden erkend als officieel kampioenschap.
De competitie van de APEA werd gespeeld van 3 juni tot 16 december en werd gewonnen door Corinthians. De competitie van de LAF werd gespeeld van 15 april tot 30 december en werd gewonnen door Internacional. 

## APEA
| Plaats | Club            | Wed.           | W              | G              | V              | Saldo          | Ptn.           |
| ------ | --------------- | -------------- | -------------- | -------------- | -------------- | -------------- | -------------- |
| 1.     | Corinthians     | 12             | 10             | 1              | 1              | 41:12          | 21             |
| 2.     | Santos          | 12             | 9              | 1              | 2              | 42:12          | 19             |
| 3.     | Palestra Itália | 12             | 8              | 2              | 2              | 45:16          | 18             |
| 4.     | Guarani         | 12             | 5              | 1              | 6              | 28:24          | 11             |
| 5.     | Portuguesa      | 12             | 3              | 1              | 8              | 12:35          | 7              |
| 6.     | Ypiranga        | 12             | 2              | 1              | 9              | 15:47          | 5              |
| 7.     | Sírio           | 12             | 1              | 1              | 10             | 7:44           | 3              |
| 8.     | Comercial       | Teruggetrokken | Teruggetrokken | Teruggetrokken | Teruggetrokken | Teruggetrokken | Teruggetrokken |

|  | Kampioen |

### Kampioen
| Campeonato Paulista de 1928     |
| São Paulo                       |
| ------------------------------- |
| CORINTHIANS Kampioen (6° titel) |

### Topschutter
| Speler            | Speler | Goals | Club            |
| ----------------- | ------ | ----- | --------------- |
| Vlag van Brazilië | Heitor | 16    | Palestra Itália |

## LAF
| Plaats | Club              | Wed. | W  | G | V  | Saldo | Ptn. |
| ------ | ----------------- | ---- | -- | - | -- | ----- | ---- |
| 1.     | Internacional     | 22   | 14 | 5 | 3  | 61:32 | 33   |
| 2.     | Paulistano        | 22   | 15 | 3 | 4  | 61:22 | 33   |
| 3.     | Hespanha          | 22   | 13 | 4 | 5  | 52:38 | 30   |
| 3.     | Ponte Preta       | 22   | 13 | 4 | 5  | 60:37 | 30   |
| 5.     | Atlético Santista | 22   | 10 | 6 | 6  | 57:31 | 26   |
| 6.     | AA São Bento      | 22   | 9  | 5 | 8  | 41:40 | 23   |
| 7.     | Independência     | 22   | 8  | 2 | 12 | 50:58 | 18   |
| 8.     | Antárctica        | 22   | 6  | 6 | 10 | 40:54 | 18   |
| 9.     | Paulista          | 22   | 7  | 3 | 12 | 29:43 | 17   |
| 10.    | Germânia          | 22   | 5  | 3 | 14 | 48:66 | 13   |
| 11.    | União Lapa        | 22   | 5  | 2 | 15 | 28:86 | 12   |
| 12.    | AA Palmeiras      | 22   | 4  | 3 | 15 | 35:55 | 11   |

|  | Finale |

### Finale
|                    |            |       |               |  |
| 30 december Finale | Paulistano | 0 – 2 | Internacional |  |
| 30 december Finale |            |       |               |  |

### Kampioen
| Campeonato Paulista de 1928       |
| São Paulo                         |
| --------------------------------- |
| INTERNACIONAL Kampioen (2° titel) |

### Topschutter
| Speler            | Speler              | Goals | Club       |
| ----------------- | ------------------- | ----- | ---------- |
| Vlag van Brazilië | Arthur Friedenreich | 16    | Paulistano |